# Pandeismus

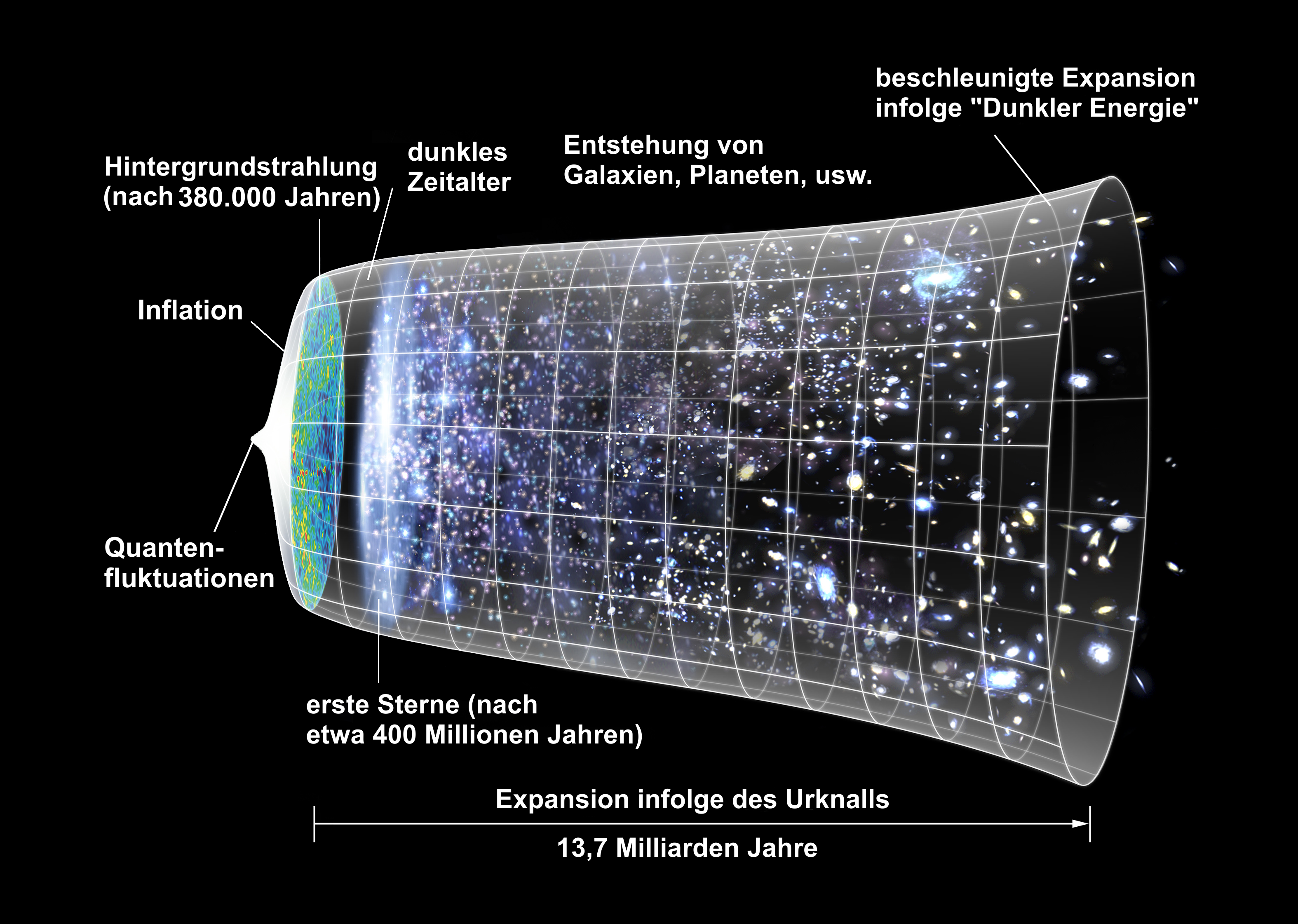
Wenn man sich den Anfang des Universums (die Singularität, die Quantenfluktuation etc.) als Gott vorstellt, dann entspricht der Pandeismus moderner wissenschaftlich-kosmologischer Vorstellung.

Pandeismus (von altgriechisch πᾶν pān „alles“ sowie lat. deus „Gott“) bezeichnet eine Auffassung von Gott, die den metaphysisch geprägten Pantheismus (Gott ist das Universum) und den Deismus (Gott schuf das Universum) kombiniert.
Es ist der Glaube, „dass Gott das Universum geschaffen hat, jetzt eins mit ihm ist, und deshalb kein separates bewusstes Wesen.“ Deshalb muss er auch nicht verehrt werden, denn Gott ist gewordene Natur.

## Begriff und Abgrenzung
Der Begriff wurde wahrscheinlich 1859 von Moritz Lazarus und Heymann Steinthal geprägt. Die erste umfassende Darstellung des Pandeismus stammt von Max Bernhard Weinstein in Welt- und Lebenanschauungen, hervorgegangen aus Religion, Philosophie und Naturerkenntnis (Leipzig 1910). Für Weinstein ist die Unterscheidung von Pantheismus und Pandeismus von grundsätzlicher Bedeutung.
Die wesentlichen Merkmale des Pandeismus:
1. Es gibt einen Gott als Schöpfer, der nicht verehrt werden muss.
2. Denn Gott wurde mit der Schöpfung zum Universum.
3. Alles was ist, existiert nicht nur durch Gott, sondern auch in Gott.
4. Gott ist kein separates Wesen – er ist immanent und nicht transzendent.

Während der Deismus eine völlige Trennung von Gott und Welt postuliert, nimmt der Pandeismus an, dass Gott und Welt nach der Schöpfung eine Einheit bilden, und im Unterschied zum Pantheismus postuliert der Pandeismus einen Schöpfungsakt. Der Panentheismus dagegen repräsentiert die Vorstellung, dass die Welt ein Teil einer sich entwickelnden Gottheit sei – also immanent und transzendent – und damit auch von Gott abhängig wäre, während der Pandeismus nur Immanenz und keine Transzendenz annimmt und damit die Unabhängigkeit von Gott.

## Pandeistische Denkweisen
Die frühesten Hinweise auf Pandeismus sah Max Bernhard Weinstein bei den alten Ägyptern, nämlich im Glauben, dass die Urmaterie aus dem Urgeist hervorgehe. Ähnliche Vorstellungen gab es schon bei den Sumerern. Weinstein sieht auch in der asiatischen Philosophie zahlreiche pandeistische Denkweisen, beispielsweise in China bei Laotse bzw. im Taoismus oder in Indien in der Idee des Brahma und in der Bhagavad Gita.

„In der Bhagavad-Gītā sagt Krischna-Wischnu dem Ardschuna von sich: er sei aller Dinge Ursprung und Untergang, die Kraft in allen Dingen und die Erscheinungen, Duft im Wein, Glanz in Sonne, Mond und Gestirnen, Laut im Wort, sogar jeder Buchstabe, jedes Lied, Gebirg Himalaja, Feigenbaum, Roß, Mensch, Schlange (überhaupt jedes Tier), jede Jahreszeit. Wie er sich nachher Ardschuna als Gottheit zeigt, da sieht dieser, außer unendlichem Strahlenglanz, das Weltall in ihm vereint:

»Alle Wesen, alle Götter, seh’ an deinem Leib ich hangen,

Brahma auf dem Lotussitz, samt den Sehern und den Schlangen,

Viel Gesichter, Arme, Leiber, viele Augen, du Gewaltiger;

Aber weder Ziel noch Anfang seh ich an dir, Vielgestaltiger ...«“

Wen Chi bezeichnete in einer Vorlesung an der Peking University im Jahr 2002 Pandeismus (chinesisch: 泛自然神论) als wesentliches Merkmal philosophischen Denkens in China.
Für Weinstein sind auch einige renommierte Vertreter der westlichen Philosophie Pandeisten, wie beispielsweise Scotus Eriugena, Giordano Bruno, Anselm von Canterbury, Nikolaus von Kues, Lessing und Moses Mendelsohn.
Der amerikanische Philosoph William C. Lane beschrieb Pandeismus als logische Ableitung des Postulats „Die beste aller möglichen Welten“ (u. a. aus Gottfried Wilhelm Leibniz’ Theodizee). Lane ließ das Theodizeeproblem (warum es in der Welt Leid gibt) aber „nicht als Argument gegen Pandeismus gelten, weil im Pandeismus Gott kein himmlischer Oberaufseher sei, der in der Lage wäre, stündlich in irdischen Angelegenheiten einzugreifen.“
Nach der American Philosophy: An Encyclopedia „verfolgten spätere unitarische Christen (wie William Ellery Channing), Transzendentalisten (wie Ralph Waldo Emerson und Henry David Thoreau), Schriftsteller (wie Walt Whitman) und einige Pragmatiker (wie William James) einen mehr pantheistischen oder pandeistischen Ansatz, indem sie die Anschauung von Gott als von der Welt getrennt ablehnten.“
Zu den Pandeisten in der Literatur gehören Alfred Tennyson, Fernando Pessoa, Carlos Nejar, und Robert A. Heinlein, der schrieb: „Gott spaltete sich in Myriaden von Teilen, um Freunde zu bekommen. Das stimmt vielleicht nicht, aber es klingt gut – und ist nicht einfältiger als irgendeine andere Theologie.“

### Kritik des Pandeismus
Der Politikwissenschaftler Jürgen Hartmann behauptet, dass der Gegensatz zwischen hinduistischem Pandeismus und monotheistischem Islam die indische Gesellschaft spalte.
Der amerikanische Philosoph Charles Hartshorne sieht im Panentheismus die Integration von Deismus, Pandeismus und Pantheismus, ohne deren willkürliche Negationen.

## Pandeismus in der Gegenwart
Der Literaturwissenschaftler und Literaturkritiker Martin Lüdke schrieb 2004 über das Werk Alberto Caeiros von Fernando Pessoa: „Caeiro unterläuft die Unterscheidung zwischen dem Schein und dem, was etwa ‚Denkergedanken‘ hinter ihm ausmachen wollen. Die Dinge, wie er sie sieht, sind als was sie scheinen. Sein Pan-Deismus basiert auf einer Ding-Metaphysik, die in der modernen Dichtung des zwanzigsten Jahrhunderts noch Schule machen sollte.“
2001 propagierte der Dilbert-Schöpfer Scott Adams in der nichthumoristischen Parabel God’s Debris: A Thought Experiment (auf Deutsch etwa: „Gottes Trümmer: Ein Gedankenexperiment“) eine Form von Pandeismus.
Der Sozialwissenschaftler Charles Brough zählt den Pandeismus zu den wenigen Glaubensrichtungen, die mit der modernen Wissenschaft kompatibel seien. Raphael Lataster, Religionsphilosoph und Forscher der University of Sydney (Religious Studies), nimmt an, dass Pandeismus unter allen Gottesvorstellungen die wahrscheinlichste sein könnte.
In einer Sendung des SWR von 2010 zitiert Astrophysiker Harald Lesch den Nobelpreisträger Hannes Alfvén: „Nehmen wir einmal an, wir würden das allumfassende Gesetz der Natur finden, nach dem wir suchen, so dass wir schließlich voller Stolz versichern könnten, so und nicht anders ist die Welt aufgebaut – sofort entstünde eine neue Frage: Was steht hinter diesem Gesetz, warum ist die Welt gerade so aufgebaut? Dieses Warum führt uns über die Grenzen der Naturwissenschaft in den Bereich der Religion. Als Fachmann sollte ein Physiker antworten: Wir wissen es nicht, wir werden es niemals wissen. Andere würden sagen, dass Gott dieses Gesetz aufstellte, also das Universum schuf. Ein Pandeist würde vielleicht sagen, dass das allumfassende Gesetz eben Gott sei.“
In einem Bericht 2011 über die Religionen in Hessen schrieben Michael N. Ebertz und Meinhard Schmidt-Degenhard: „Sechs religiöse Orientierungstypen können unterschieden werden: ‚Christen‘, ‚Nicht-christliche Theisten‘, ‚Kosmotheisten‘, ‚Deisten, Pandeisten und Polytheisten‘, ‚Atheisten‘ und ‚Sonstige‘.“